# نادیا بارانوا
نادیا بارانوا (اوکراینی: Надія Андріївна Баранова؛ زادهٔ ۵ ژوئیهٔ ۱۹۸۳) بازیکن فوتبال اهل اتحاد جماهیر شوروی سوسیالیستی است.